# Ингельстен, Патрик
Па́трик И́нгельстен (швед. Patrik Ingelsten; род. 25 января 1982, Хиллерсторп, Йёнчёпинг) — шведский футболист и тренер, нападающий известный по выступлениям за клубы «Хальмстад», «Херенвен», «Кальмар» и «Викинг». Главный тренер клуба «Йёнчёпингс Сёдра».

## Клубная карьера
Ингельстен — воспитанник клубов «Хилестрорп», «Вернаму» и «Хальмстад». 7 апреля 2002 года в матче против «Сундсвалля» он дебютировал в Алсвенскан лиге в составе последнего. 29 сентября 2005 года в поединке Кубка УЕФА против лиссабонского «Спортинга» Патрик забил решающий гол. В 2007 году Ингельсен перешёл в «Кальмар». 9 апреля в матче против АИКа он дебютировал за новую команду. 13 мая в поединке против «Эльфсборга» Патрик забил свой первый гол за «Кальмар». В том же году Ингельстен стал обладателем Кубка Швеции. В 2008 году он забил 19 мячей, стал лучшим бомбардиром чемпионата и помог команде выиграть золотые медали.
В начале 2009 года Ингельстен перешёл в нидерландский «Херенвен». В январе в матче против «Роды» он дебютировал в Эредивизи. 14 марта в поединке против роттердамской «Спарты» Патрик забил свой первый гол за «Херенвен». По итогам сезона игрок помог клубу выиграть Кубок Нидерландов.
В начале 2010 года Ингельстен перешёл в норвежский «Викинг». 15 марта в матче против «Волеренеги» он дебютировал в Типпелиге. 21 марта в поединке против «Бранна» Патрик забил свой первый гол за «Викинг». В 2014 году Ингельстен вернулся в Швецию, где выступал за «Мьельбю», «Фалькенберг» и ГАИС. В 2016 году он перешёл в клуб Третьего дивизиона Швеции «Хальмия», где был играющим тренером.

## Тренерская карьера
В 2017 году Ингельстен присоединился к своему бывшему клуб ГАИС в качестве ассистента главного тренера. В 2019 году он был назначен главным тренером, но в том же сезоне был уволен. После небольшого перерыва Патрик возглавил на протяжении нескольких лет тренировал клуб «Ескильсмилле». В 2024 году Ингельстен стал главным тренером клуба Третьего дивизиона «Йёнчёпингс Сёдра».

## Достижения
Клубные
 «Кальмар»
- Победитель Аллсвенскан лиги (1): 2008
- Обладатель Кубка Швеции (1): 2007

 «Херенвен»
- Обладатель Кубка Нидердандов (1): 2009

Индивидуальные
- Лучший бомбардир Аллсвенскан (19 мячей): 2008